# Grand Prix (серия игр)
Grand Prix — серия из четырёх симуляторов автогонок в классе «Формула-1», которая разрабатывалась компанией Microprose под руководством Джеффа Крэммонда.

## Общие черты серии
Достоинства.
- Хорошая физическая модель, система настроек болида.
- Высокая модифицируемость.
- Удобное управление с клавиатуры.
- Отличная эргономика, хорошо читаемые приборы.
- Большое количество настроек руля.
- Интересный режим многопользовательской игры на одном компьютере по очереди.
- Хороший интеллект компьютерных болидов.

Недостатки.
- Устаревший движок (GP3 и выше).
- Постоянная кадровая частота.
- Некачественная сетевая игра.
- Неудачно реализованные штрафы.
- Плохая поддержка коротких гонок.
- Слабая поддержка повторов.

Во всех играх болиды были без табачной и алкогольной рекламы (из-за запрета на них в Великобритании).

## Formula One Grand PrixakaF1GP (1992)
Издатель: Microprose

Монца, 4 место на старте

Игра, вышедшая через три года после знаменитой Indianapolis 500: The Simulation, стала очередной «вехой» в мире автосимуляторов. В игре была полигональная (нетекстурированная) графика и отличная на то время физика. Вместо одной трассы в Indy 500, F1GP могла похвастаться целым сезоном (вымышленным, но на реальных трассах) хорошо известной гоночной серии — «Формулы-1». Благодаря точному физическому движку, тысячные доли секунды действительно играли роль. В игре моделировалось большое количество параметров — в том числе аэродинамика автомобиля, износ шин и т. д.
Набор настроек был невелик: шины, антикрылья и передаточные числа.
Крэммонд, опробовавший «помощь водителю» в игре REVS, развил эту идею в F1GP. Оптимальная траектория, прочерченная на трассе, контроль тяги и даже автоторможение позволяли сесть за игру даже неопытному водителю.
Поддерживалась игра вдвоём по модему.
Впрочем, в игре была постоянная кадровая частота, ставшая впоследствии бичом всей серии. Когда компьютер не справлялся с работой, игра не пропускала кадры (как поступают большинство современных игр), а замедлялась. То есть, если поставить запредельно высокие настройки графики, с которыми компьютер не справится, можно ездить с замедлением времени. И один игрок со слишком высоко поставленными настройками графики замедлял всю сетевую игру.
F1GP стала первой гоночной игрой с сильным онлайн-сообществом. По сети Compuserve игроки обменивались повторами кругов (англ. hotlaps). К тому времени игра была уже достаточно старой, а сообщество — небольшим, так что проблема фиксированной кадровой частоты практически не ударила по F1GP.

## Grand Prix 2 (1996)
Издатель: Microprose
Игра вышла в 1996 году и моделировала сезон 1994 года «Формулы-1» (без Айртона Сенны). По умолчанию список гонщиков соответствовал заявочному списку Гран-при Великобритании 1994 года. Особенностями игры были:
- Качественная SVGA-графика.
- Искусственный интеллект и физика были в числе лучших на то время.
- Развитая система настроек автомобиля, включавшая проверку износа шин и телеметрию.
- Точно воспроизведённые трассы.
- Пропала сырая погода, существовавшая в F1GP.
- Фиксированная кадровая частота.
- Странный штраф за срезание поворотов (автомобиль на время замедлялся).
- Сетевая игра только вдвоём по модему.

Набор параметров автомобиля, которые можно настраивать, достаточно широк, но не полный — нельзя менять, например, развал и схождение. Тем не менее, система настроек автомобиля (перешедшая почти без изменений в третью и четвёртую части) воспринимается игроками как целостная — любой параметр прекрасно настраивается с помощью телеметрии, анализа износа колёс и логики.
С пит-стопами приняли необычное для автосимуляторов и совсем не «жизненное», но очень удачное решение. Уже когда механики начинали работать над болидом, игрок мог принять решение, на сколько кругов заправить и в какие шины «обуть» болид. Когда он нажимал «OK» (любую из двух кнопок коробки передач), компьютер рассчитывал, сколько ещё секунд стоять на дозаправке (или сразу же опускал болид, если игрок был недостаточно проворен).
Появился расход топлива, отсутствовавший в F1GP. Однако поддержка коротких гонок во всей серии была явно недостаточной. Во-первых, нельзя увеличить расход резины и топлива, чтобы игроки не выходили на старт на квалификационной настройке — либо вынуждены были на 15-круговом заезде сделать пит-стоп. Во-вторых, количество заправляемого топлива измеряется в кругах, с жёстко заданным расходом на круг. На некоторых трассах (Хоккенхаймринг, Монца) случался перерасход, и если с пит-стопами можно было указать, на сколько кругов заправлять болид (например, планируя сделать пит-стоп на 20 круге, заправиться на 28), то в гонке без пит-стопов остаётся только экономить. В то же время, перерасход случался и у соперников — при выборе длинной дистанции в Гран-при Германии и Гран-при Италии на последнем круге могла остановиться без топлива половина пелотона.
Игра была быстро взломана, и были разработаны многочисленные утилиты: GP2Edit позволял заменять графику автомобилей, GP2 Track Editor — редактировать трассы и т. д.
С расширением сообщества появилась проблема мошенничества. Игроки показывали совершенно нереальное время круга; по показаниям телеметрии видно было, что они играли на замедленном времени, но чёткого доказательства этому не было. Для контроля над загрузкой процессора была разработана утилита HOF2Lap: если программа замечала, что круг был пройден на замедленном времени, повтор не принимался.
С появлением Grand Prix 3 GP2-сообщество пришло в упадок, но окончательно не угасло. И сегодня существуют сайты, на которых происходит вся работа по модифицированию игры. Для Grand Prix 2 существует обширнейшая база трасс и болидов — как реальных, так и вымышленных. В 2010 году произошёл рост популярности Grand Prix 2 в связи с тем, что в GP3 и GP4 всего 11 ячеек для команд, а в сезоне 2010 их 12. Кроме того, продолжают проводиться целый ряд сим-чемпионатов на симуляторе Grand Prix 2.

## Grand Prix 3 (2000)
Издатель: Hasbro

Монца, 8 лет спустя.
На современных видеоплатах GP3 работает с артефактами, один из них виден на скриншоте.

Первая игра серии, рассчитанная на Windows. Игра имитировала сезон-1998, экраны меню были украшены качественными фотографиями с гран-при Великобритании. Например, в меню «Настойка звука» фоном был Мика Хаккинен, прилаживающий наушник, а в меню «Управление» — рулевое колесо крупным планом. Жак Вильнёв, чемпион-1997, не давал никому прав на своё имя, и на его месте был некий John Newhouse (что является практически дословным переводом имени Jacques Villeneuve со французского на английский язык).
К игре Grand Prix 3 чувства игроков были двоякие: с одной стороны, сильно повысилось качество графики, вернулась сырая погода, улучшилась сетевая игра. Слишком «жёсткое» автоподруливание смягчено. С другой — Direct3D-движок был плохо оптимизирован (на старых компьютерах в программном рендеринге игра шла даже быстрее, чем под Direct3D). Звуковая подсистема не выдавала звуков от болидов соперников, а постоянная кадровая частота осталась. Не тронули и систему настроек болида.
Игра получила широкую аудиторию поклонников. Но к тому времени у серии Grand Prix появились серьёзные конкуренты в виде F1 Racing Championship (Ubisoft) и F1-2000 (Image Space Incorporated/Electronic Arts).
Очевидно, игра делалась без учёта моддерства, и в игре всё ещё была одна модель автомобиля для всех команд, а формат трасс был столь же сложным и путаным. Сложности моддерам приносила и 30-кадровая анимация вращающегося жетона с эмблемой команды (из-за ограничений программы GP3Edit, ставшей стандартом де-факто, неподвижной картинкой обойтись было нельзя, приходилось подготавливать в Photoshop бледное подобие исходных жетонов; только в 2004 году появилась программа, строящая анимацию приемлемого качества). Тем не менее, моддерство Grand Prix 3 процветало: формат трасс мало отличался от Grand Prix 2, и большинство существовавших для GP2 трасс перенесли в GP3.
Программа GPxPatch, разработанная Рене Смитом, улучшала ряд аспектов GP3: информация о гоночных событиях отображалась «на телевизионный манер», добавлялся звук других машин, выводилась информация по каждому сектору лучшего круга, и т. д. GPxPatch включает также «античитерские» утилиты наподобие GPxLap.

### Grand Prix 3 — 2000 Season (2001)
В 2001 году вышло дополнение к игре, моделировавшее сезон-2000. Это дополнение было воспринято противоречиво. Дополнение сильно повышало качество графики, добавляло запись повторов, появились звуки от болидов соперников. Обладатели звуковых плат с EAX могли слышать эхо в туннеле Монако. Ввели активный дифференциал, массово вошедший в «Формулу-1» в 1999 году. Появился режим «чей круг быстрее» — несколько человек на одном компьютере могли посоревноваться за лучший круг. Вместе с игрой поставлялась «ГПедия», объяснявшая основные настройки машины. Для каждой из трасс сделали две версии: простую и детальную. Появилась запись повторов (довольно некачественная, без возможности «нарезки», перемотки и т. д.; до GP3-2000 можно было сохранить только повтор круга). Механики сообщали по радио о происшествиях на трассе. Команда «Вест-Макларен» писала на своих бестабачных болидах «Мика» и «Дэвид» — в исходной игре борта машин были чистые, в дополнении надписи появились.
Впрочем, в дополнении остались слабый мультиплеер и фиксированная кадровая частота. К тому времени моддерство GP3 процветало, и многое что из существовавшего в дополнении можно было скачать совершенно бесплатно — поэтому многие считали GP3-2000 не лучшим вложением для 15 $.

## Grand Prix 4 (2002)
Издатель: Infogrames
На момент выхода игры компании Microprose уже не существовало (был лишь один офис в Великобритании, принадлежавший Infogrames). Тем не менее, Infogrames выпустила GP4 под маркой Microprose, как дань известной компании.
Игра имитировала сезон-2001. Графика в игре достигла новых высот, но проблемы, имевшиеся в серии с самого начала, усугубились. Игра упала в эргономике — чтобы настроить автомобиль, приходилось перемещаться между большим количеством экранов (в третьей части все настройки были компактно расположены на двух экранах). Также стала менее удобной приборная панель. ГПедия из отдельного печатного руководства стала встроенным в игру электронным материалом.
К досаде поклонников, в игре так и не избавились от постоянной кадровой частоты. «Минимальные системные требования» были чересчур оптимистичными, игра едва шла на намного более мощных машинах. Физическая модель (которую снова практически не тронули) на 2002 год была уже явно устаревшей.
В GP4 было большое количество ошибок, и с закрытием Microprose их исправить было уже некому. Большинство ошибок были исправлены независимыми взломщиками. Утилиту GPxPatch доработали и под GP4.
Игроки не спешили переходить с GP3 на GP4 по причине её запредельных требований, а также из-за того, что в последнем не было редактора трасс — существовала широкая база самодельных трасс для GP3 (реальных и вымышленных), а в GP4 приходилось довольствоваться встроенными. Лишь через два года формат трасс был окончательно распознан. Но к тому времени развитие широкополосного интернета привело к полному фиаско Grand Prix 4 — в F1 Challenge 99—02 (Image Space Incorporated/Electronic Arts) существовала отличная сетевая игра и сравнимая по качеству симуляция, а системные требования были намного более демократичными. Аналогичная игра Ubisoft — Racing Simulation 3 — не получила лицензии FIA и вышла с вымышленными именами, смутно указывавшими на сезон-2000, и явно незаконченной, что вылилось в ещё большее фиаско. Впрочем, движок оказался на удивление масштабируемым: моддеры «скармливали» игре во много раз больше текселей и многоугольников, чем на исходных трассах, и та их отлично отрабатывала.